# Либела

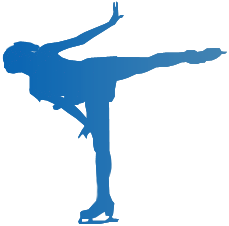

Ли́бела (англ. Camel spin) — одна из трёх базовых позиций вращений в фигурном катании, вместе с волчком и вращением стоя. Базовая позиция либелы определена позицией свободной ноги, отведенной назад с коленом, удерживаемым выше уровня бедра.

## Этимология
Термин либела используется только в традиции фигурного катания России, стран постсоветского пространства и некоторых других стран.

## История
Большинство источников приписывает изобретение элемента британской фигуристке Сесилии Колледж, которая впервые исполнила его в 1935 году. Как и заклон, также изобретённый Колледж, либела считалась исключительно женским элементом катания. Согласно версии тренера Густава Лусси, либела была придумана не Колледж, а австралийским фигуристом по имени Кемпбелл, и была известна как вращение Кемпбелла (Campbell spin — созвучно с англ. Camel spin — вращение «Верблюд»).
Хронологически вращение Графстрёма могло предшествовать «обычному» вращению в либеле. Несмотря на то, что оно названо в честь Гиллиса Графстрёма, его лучшим исполнителем того времени считался чешский фигурист Отто Голд, завоевавший серебряную медаль на чемпионате Европы по фигурному катанию 1930 года.
Прыжок в либелу впервые совершил американский фигурист Дик Баттон в 1940-х годах. Тогда элемент стали называть верблюдом Баттона (англ. Button camel).
Вращение «качающаяся либела» было случайно изобретено Жаклин дю Бьеф, когда она потеряла равновесие на въезде в либелу.

## Вариации
- Прыжок в либелу (англ. Flying camel) — прыжок с внешнего ребра с хода вперед толчковой ноги в позицию либелы на ход назад-наружу маховой.

- Лежачая либела (англ. Layover camel) исполняется с разворотом корпуса и свободной ноги «лицом» вверх. Эту вариацию вращения можно часто наблюдать в художественном катании на роликах, где оно называется заклоном (не путать с заклоном в фигурном катании на коньках).
  - Лежачая либела со свешенной ногой (англ. Bent-leg layover) — то же, что и лежачая либела, но с согнутой в колене свободной ногой. Хосе Чоуинард[2] и Ким Ён А известны как лучшие исполнители этой вариации вращения. Оба используют их как свои «фирменные» вращения. Также известно под названием «Верблюд Хардинг» (англ. Harding camel), в честь Тони Хардинг[3].

- Полубильман (англ. Catch-foot camel) исполняется с захватом рукой лезвия конька свободной ноги. Корпус фигуриста остается в положении «лицом» ко льду, а свободная нога поднимается вверх, и там удерживается.
  - Колечко (англ. Donut camel) похоже на полубильман, но в нём корпус разворачивается перпендикулярно льду, и выгибается назад так, что голова располагается рядом с коньком свободной ноги. Визуально напоминает «колечко», параллельное льду. В российской традиции фигурного катание также иногда называется тарелочкой (по аналогии с тарелочками фокусника, вращаемыми на тонкой оси). Оксана Баюл, Сидзука Аракава, Анастасия Гимазетдинова и Юкари Накано часто исполняли это вращение.

- Графстрём — либела с согнутой опорной ногой и свободной в позиции арабески.

- Hamill camel — not a true camel per se, but rather a transition from a backwards camel to a backwards sit spin by bending the skating leg and dropping the torso and free leg simultaneously.

- Качающаяся либела (англ. Illusion spin) исполняется удерживанием корпуса и свободной ноги в одной прямой линии, и ритмичном раскачивании этой позиции с периодом вполоборота. Визуально воспринимается как вращение под постоянным углом к опорной ноге. Тиффани Чин часто исполняла это вращение, будучи любителем. Однако, поскольку вращение динамическое и не предполагает удержание позиции, согласно новой судейской системе ИСУ, не считается сложной вариацией.

## Реберность
Как и все вращения, либела может быть исполнена на любом ребре, в любом направлении и на любой ноге, а также с их сменой. Вращение в «удобном» (как правило, против часовой стрелки — здесь и далее) направлении на левой ноге назад-внутрь называют прямым вращением. Вращение на правой ноге назад-наружу называют обратным. Смена ребра означает переход через троечный поворот на ход вперед-наружу и вперед-внутрь, соответственно.

## Галерея

### В одиночном катании

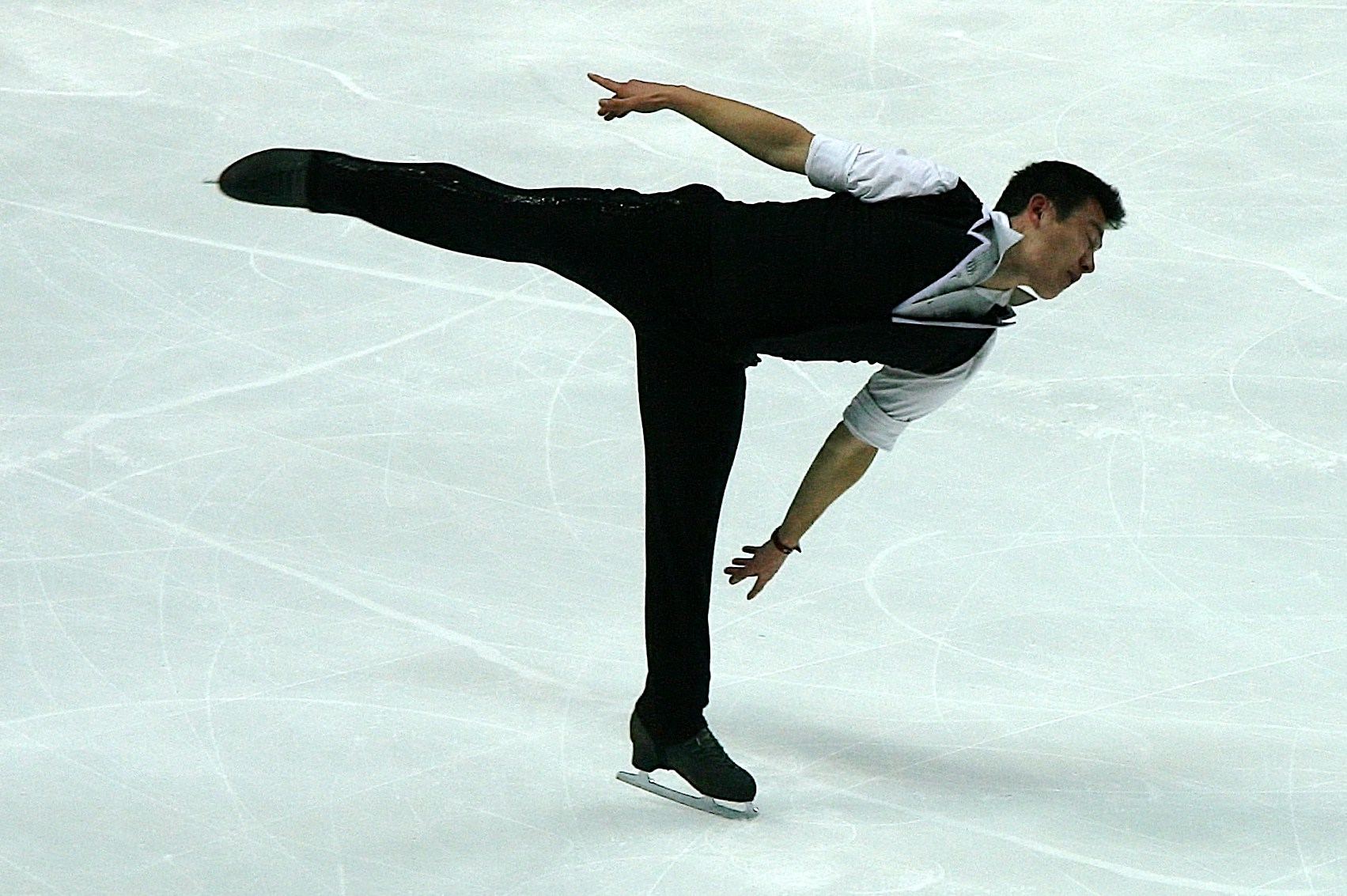
Классическая либела (Патрик Чан)
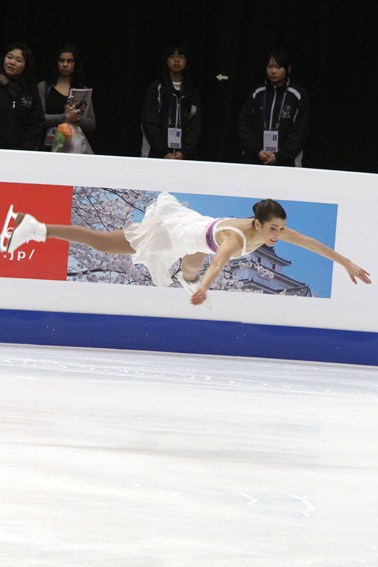
Прыжок в либелу (Алисса Чизни)
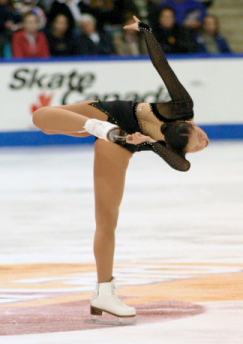
Колечко (Сидзука Аракава)
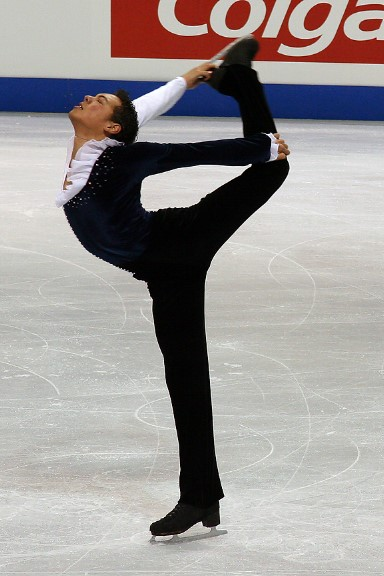
Полубильман (Джамал Отман)
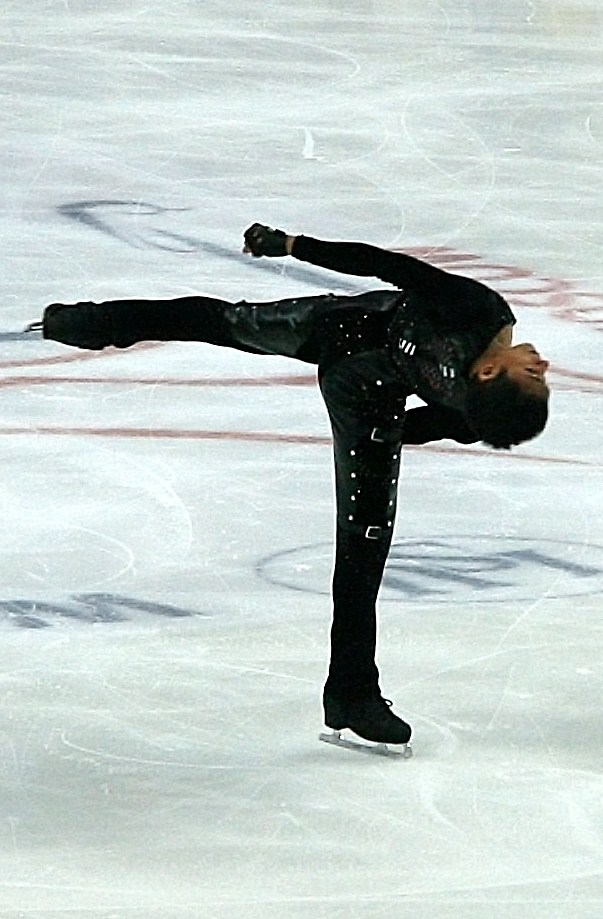
Лежачая либела (Флоран Амодьо)
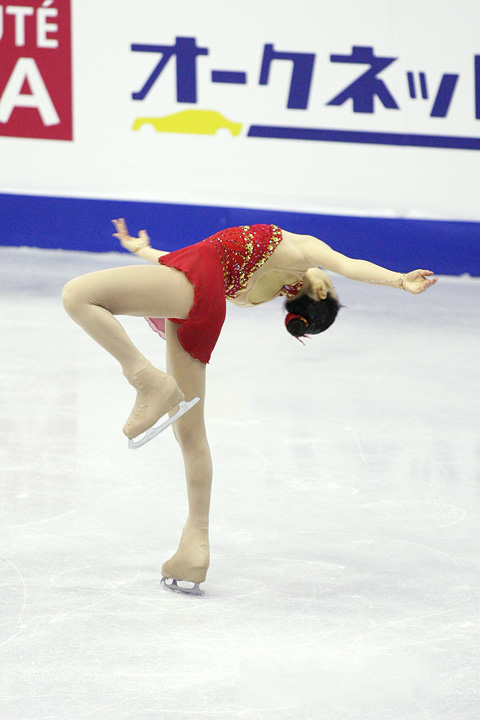
Лежачая либела со свешенной ногой (Ким Ён А)

### В парном катании и танцах

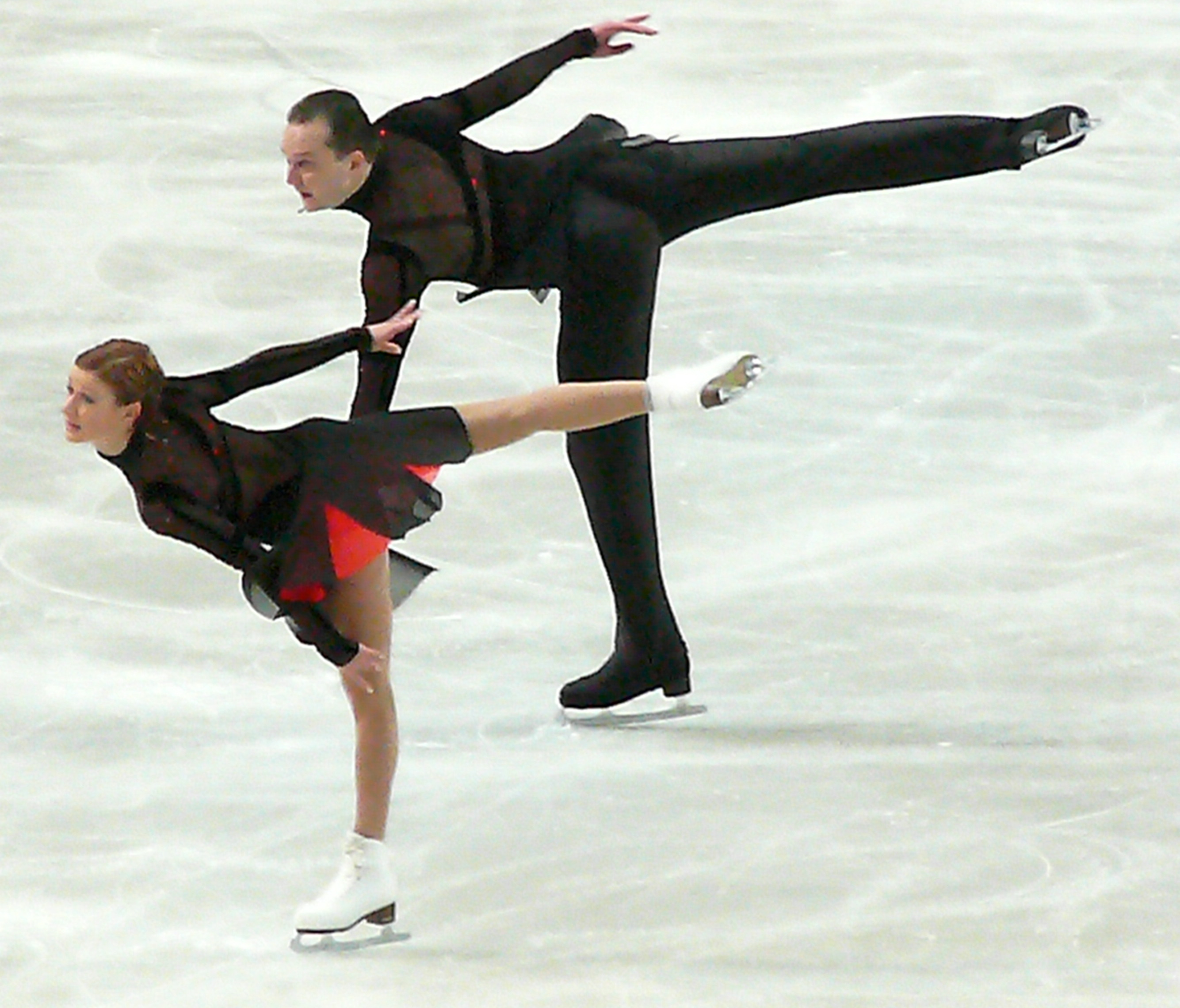
Параллельная либела (Татьяна Волосожар и Станислав Морозов)
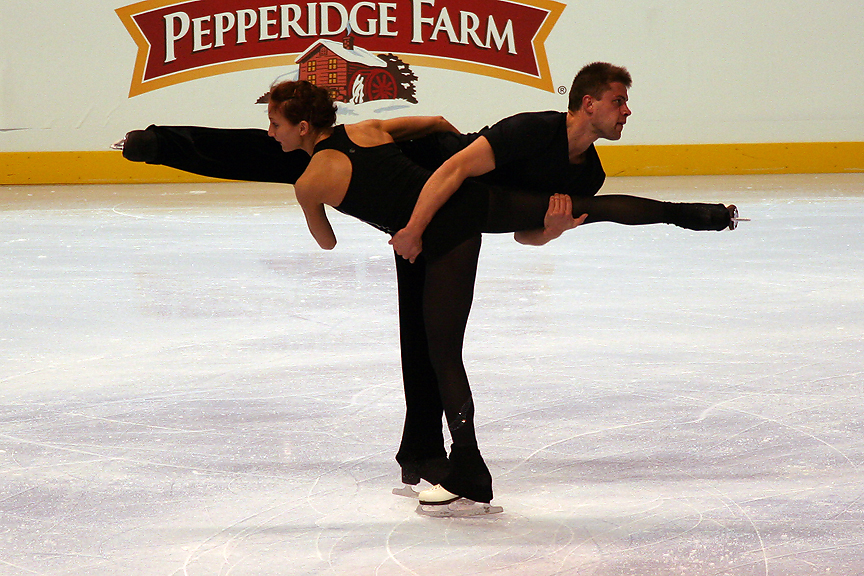
Парная либела (Доминика Пятковская & Дмитрий Хромин)
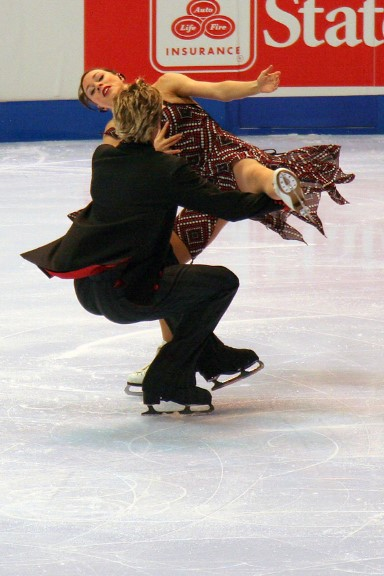
Английское вращение (волчок и либела) (Натали Пешала и Фабьян Бурза)